# Kitimat
Pour le village Haisla à proximité, voir Kitamaat Village.
Kitimat est une ville industrielle et portuaire canadienne de la côte nord-ouest de la Colombie-Britannique dans le district régional de Kitimat-Stikine. D'abord village de pêcheurs haislas, la ville nouvelle de Kitimat se développe dans les années 1950 avec l'implantation d'une importante aluminerie. Sa population dépasse 8 000 habitants. La large vallée de Kitimat se prolonge par le chenal Douglas jusqu'à l'océan Pacifique en recoupant la chaîne Côtière facilitant ainsi la pénétration de l'air marin pour générer un climat océanique humide. Elle est reliée à Terrace, le chef-lieu régional et au reste de la province par une unique route.

## Histoire

### Peuples Premiers
Kitimat signifie « Gens de la neige » en langue tshimshian et sert à désigner les indiens Haislas qui peuplent traditionnellement la région. Dans les années 1890, des réserves sont créées pour les Haislas, dont plusieurs se trouvent sur le futur territoire de la municipalité de district de Kitimat. Un village d'été, appelé Oolichan Camp ou Old Village, est établi sur la réserve de Kitamaat 1. Il est situé à proximité immédiate de l'actuelle agglomération de Kitimat. Le site de ce village est aujourd'hui disparu, emporté par les divagations de la rivière Kitimat.

### Découvreurs et pionniers européens
En 1792, l'expédition dirigée par Jacinto Caamaño pour le compte du gouvernement espagnol remonte le chenal Douglas et cartographie le port de Kitimat. L'année suivante, en 1793, une expédition dirigée par Georges Vancouver fait de même pour le compte du gouvernement britannique.
Entre 1870 et 1910, trois compagnies de chemins de fer envisagent d'établir un terminus à Kitimat. Ce sont le Canadien Pacifique et le Grand Tronc, pour leurs lignes transcontinentales. Elles souhaitent utiliser un tracé passant par le col de Tête-Jaune et la vallée de la Skeena pour rejoindre Edmonton au Pacifique. À ces deux projets, il faut ajouter celui d'une compagnie provinciale. Finalement seul le projet du Grand Tronc Pacifique aboutira, en 1912,, mais face à la spéculation foncière qui renchéri les terrains dans la vallée de la Kitimat, la compagnie établit son terminus à Prince Rupert près de l'embouchure de la Skeena.
Charles Clifford, un ancien cadre de la Compagnie de la Baie d'Hudson mène cette spéculation. Sur les terres qu'il a acheté, il planifie une ville-nouvelle sur les rives de la Kitimat. En 1904, il ouvre un hôtel, construit une jetée sur le bras de Kitimat. En 1904 et un bureau de poste est créé. Dès les années 1920, le site se réduit à un camp forestier, abandonné en 1945.

### Fondation d'une ville industrielle
Dans les années 1940, la province de Colombie-Britannique et l'industriel de l'aluminium Alcan étudient la création d'une usine d'aluminium à Kitimat alimentée par une centrale hydroélectrique située à près de 70 km, à Kemano. Le projet de l'aluminerie de Kitimat s'inscrit dans un projet plus vaste qui comprend la création d'un barrage et d'un réservoir sur la haute Néchako dont les eaux doivent alimenter la future centrale de Kemano par l'intermédiaire d'un tunnel à creuser de 1 023 m de dénivelé. Une ligne à haute tension de 80 km de long doit relier Kemano à Kitimat.
En 1950, l'Alcan et la province de Colombie-Britannique signent un accord permettant la réalisation du projet. En mars 1953, est créée la municipalité de district de Kitimat et en août 1954 sort le premier lingot d'aluminium de l'aluminerie. Les travaux sont facilités par la découverte d'une importante source de sable et de granulats à proximité immédiate de la future usine : la carrière de Sandhill. Les accès terrestres pour relier Kitimat à Terrace sont complétés les années suivantes. En décembre 1954, la ligne de chemin de fer Terrace-Kitimat est ouverte au trafic fret et au trafic passager en janvier 1955. Elle constitue une bifurcation du chemin de fer du Grand Tronc Pacifique. En 1957, la route entre Kitimat et Terrace est ouverte, entrainant l'arrêt de la desserte ferroviaire pour les passagers.

## Géographie

### Situation
La municipalité de Kitimat est située sur la côte Nord-Ouest de la Colombie-Britannique. la ville est située au fond du chenal Douglas sur le bras de Kitimat à plus de 160 km par bateau du détroit d'Hécate. La cité est établie au débouché de la vallée de la rivière Kitimat sur le chenal Douglas. Le fond de la vallée y mesure environ 4 km de large.
Les quartiers résidentiels occupent essentiellement le sud de la confluence entre la rivière Kitimat et son affluent de la rive gauche : la Hirsch. Au sud de la confluence, les quartiers de Nechaco et Whitesail s'étagent entre 70 et 110 m d'altitude sur un plateau. Au sud et au pied de ce plateau se situe la basse-ville avec le quartier de Kildala entre 10 et 40 m d'altitude. La basse-ville comprend aussi le City Centre : centre ville administratif (hôtel de ville), commercial et culturel. Enfin au nord de la confluence se trouve le quartier résidentiel de Cable Car. La zone industrielle, le port, la carrière de Sandhill ainsi qu'une zone commerciale occupent la rive droite de la Kitimat entre 0 et 20 m d'altitude,,.
Le district municipal s'étend sur 240 km2 sur la rive occidentale et le fond du bras de Kitimat. Il occupe une position sud au sein du district régional de Kitimat-Stikine. Au sein de la province de Colombie-Britannique, la cité occupe une position centrale, à 650 km de la frontière avec le Yukon au nord ou du détroit de Juan de Fuca au sud, tandis qu'à l'est la frontière avec l'Alberta est à 550 km et à l'ouest la côte de l'océan Pacifique est à 270 km au niveau des îles Haïda Gwaïï . Toutefois, la frontière sud de l'Alaska n'est qu'à 150 km. En dépit de cette situation assez centrale la ville est généralement qualifiée de ville du nord de la Colombie-Britannique du fait de la concentration de la population au sud de la province.

### Transport
Kitimat  est un cul-de-sac routier, ferroviaire et maritime du fait de sa situation géographique.
La ville est desservie par la route interprovinciale 37 qui rejoint la transcanadienne 16 (route de Tête Jaune) à Terrace. Une route locale rejoint la ville à Kitamaat Village sur la rive opposée du bras de Kitimat. Un réseau de bus urbain et interurbain, à destination de Terrace et Kitamaat Village, géré par la société  BC Transit dessert la ville.

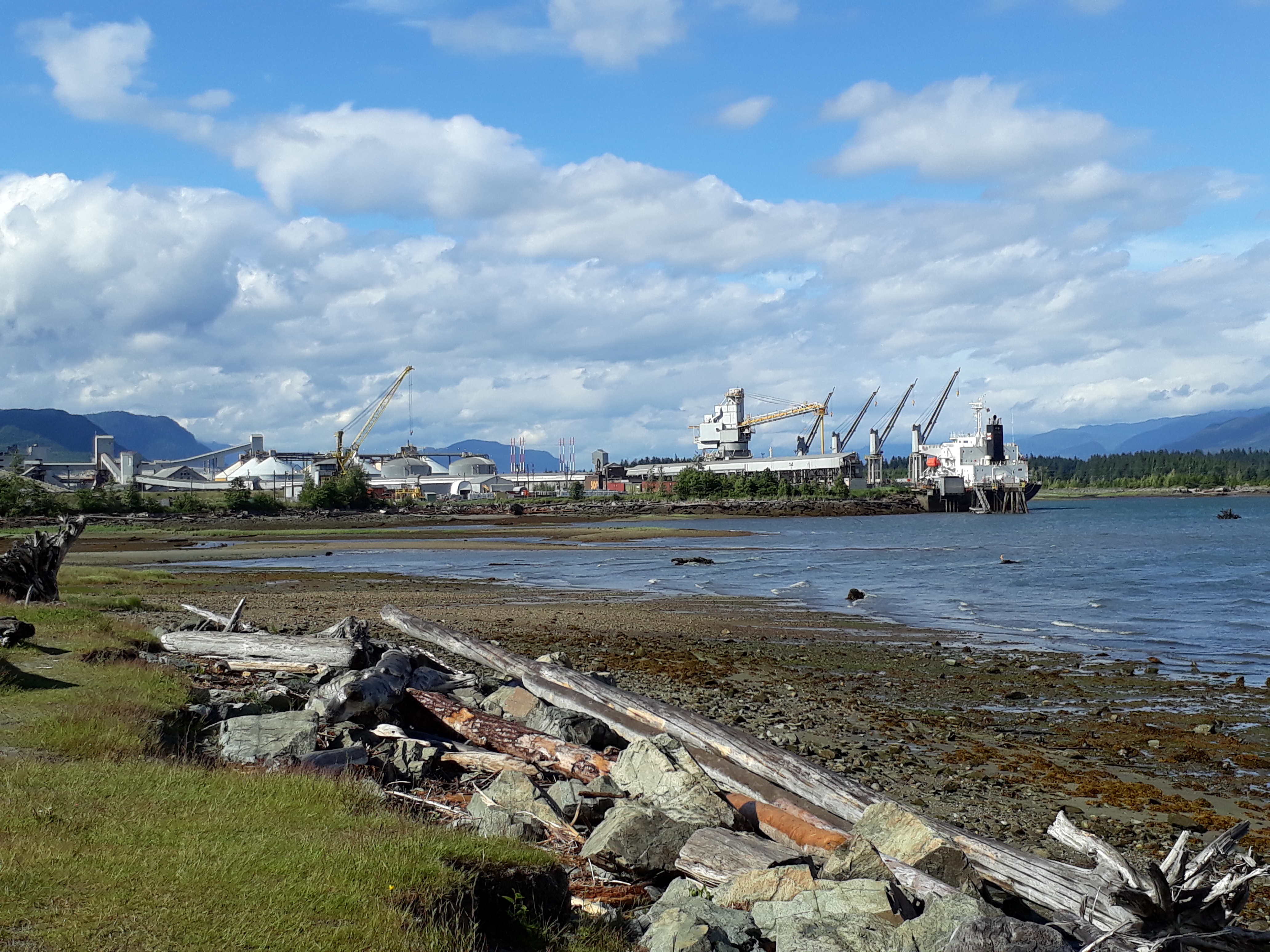
Terminal vraquier de l'aluminerie Rio Tinto sur le port de Kitimat.

La ligne ferroviaire est desservie par le Canadien National pour le service fret uniquement. La gare passager la plus proche est à Terrace sur la ligne de Prince-Rupert à Jasper exploitée par Via-Rail. Il existe une piste d'aviation gravelée destinée à l'aviation de loisirs à Kitimat et l'aéroport de Terrace dispose de liaisons passagers régulières pour Vancouver ou Prince-Georges desservies par Air Canada et Westjet ou Central Mountain Air.
Kitimat dispose d'un port en eau profonde permettant l'accostage de vraquiers en particulier les minéraliers. Le port n'est pas desservi par une ligne de traversier. À proximité, Kitamaat Village dispose d'un port tourné essentiellement vers la plaisance.

### Climat
Le climat de Kitimat est océanique et tempéré, classé Cfb dans la classification de Köppen. Les précipitations sont très importantes: supérieures à 2 m par an, essentiellement sous forme de pluie. Les épisodes neigeux, en hiver, sont importants et représentent plus de 3 m cumulés. Ces conditions climatiques sont celles du fond de la vallée où sont situées la ville et la station météorologique. En bordure du district municipal de Kitimat, l'altitude peut avoisiner 1 000 m, entrainant un climat plus rigoureux. Ce climat tempéré et très humide a deux conséquences : le territoire communal est couvert d'une abondante forêt et le port de Kitimat ainsi que son accès à la haute mer sont libres de glace toute l'année.
| Mois                                  | jan.      | fév.       | mars       | avril     | mai       | juin      | jui.      | août    | sep.      | oct.     | nov.      | déc.     | année          |
| ------------------------------------- | --------- | ---------- | ---------- | --------- | --------- | --------- | --------- | ------- | --------- | -------- | --------- | -------- | -------------- |
| Température minimale moyenne (°C)     | −4        | −2,5       | −0,3       | 2,4       | 5,7       | 9,5       | 11,7      | 11,5    | 8,3       | 4,3      | −0,3      | −2,8     | 3,6            |
| Température moyenne (°C)              | −1,7      | 0,3        | 3,2        | 7,1       | 11        | 14,5      | 16,7      | 16,5    | 12,6      | 7,2      | 1,8       | −0,8     | 7,4            |
| Température maximale moyenne (°C)     | 0,5       | 3,1        | 6,7        | 11,7      | 16,2      | 19,5      | 21,6      | 21,4    | 16,8      | 10,1     | 3,9       | 1,8      | 11,1           |
| Record de froid (°C) date du record   | −25 1996  | −23,9 1989 | −19,4 1989 | −10 1997  | −6,7 2002 | −0,6 1991 | 3,9 1999  | 2 1999  | −2 1992   | −13 2002 | −24 1985  | −25 1964 | −25 25/12/1964 |
| Record de chaleur (°C) date du record | 12,2 1963 | 13 2005    | 22 2016    | 27,5 2005 | 32,8 1963 | 37 2004   | 36,1 1958 | 36 1990 | 33,3 1974 | 25 2003  | 13,3 1970 | 10 1957  | 37 20/6/2004   |
| Ensoleillement (h)                    | 48,5      | 75,9       | 103,8      | 153,9     | 199,6     | 189,5     | 214,3     | 196,5   | 129,7     | 69,2     | 38,1      | 30,9     | 1 449,9        |
| Précipitations (mm)                   | 288,4     | 186,8      | 160,7      | 128,3     | 89,5      | 73,1      | 62,4      | 95,7    | 190,2     | 323,5    | 320,3     | 291,8    | 2 210,7        |
| dont neige (cm)                       | 92,7      | 53,2       | 26,3       | 5,4       | 0,8       | 0         | 0         | 0       | 0         | 3,5      | 53,7      | 89,1     | 324,6          |
| Nombre de jours avec précipitations   | 19,7      | 15,5       | 18,5       | 17,2      | 15,8      | 14,8      | 13,2      | 13,7    | 16,9      | 22,1     | 21,7      | 21,5     | 210,5          |
| Nombre de jours avec neige            | 9,2       | 6,3        | 5          | 1,2       | 0,2       | 0         | 0         | 0       | 0         | 1        | 7         | 11,4     | 41,2           |

| Diagramme climatique                                  |              |              |              |             |             |              |              |              |              |              |              |
| J                                                     | F            | M            | A            | M           | J           | J            | A            | S            | O            | N            | D            |
| 0,5−4288,4                                            | 3,1−2,5186,8 | 6,7−0,3160,7 | 11,72,4128,3 | 16,25,789,5 | 19,59,573,1 | 21,611,762,4 | 21,411,595,7 | 16,88,3190,2 | 10,14,3323,5 | 3,9−0,3320,3 | 1,8−2,8291,8 |
| Moyennes : • Temp. maxi et mini °C • Précipitation mm |              |              |              |             |             |              |              |              |              |              |              |

### Hydrographie
Le district municipal situé sur la lisière nord du bras de Kitimat du chenal Douglas est au débouché de plusieurs petits bassins hydrographiques. Le principal est celui de la rivière Kitimat qui traverse les zones urbanisées. Son bassin Hydrographique s'étend sur environ 2 070 km2. Le régime est nivo-pluvial. Il est soutenu en été par la fonte des neiges en altitude dans la chaîne Côtière avec un débit mensuel maximum en juin alors que les précipitations son minimum. C'est toutefois en octobre et en novembre que surviennent les plus importantes crues associées à de fortes pluies qui font fondre le manteau neigeux sur les reliefs voire en plaine. Sur le territoire du district municipal, la Kitimat reçoit un de ses affluents majeurs : la rivière Hirsch (Hirsch Creek). En longeant vers le sud la côte du chenal Douglas, on croise successivement trois rivières de moindre importance : Bish Creek, Emsley Creek et Jesse Creek ,,,.
|               |                   | Janvier | Février | Mars    | Avril   | Mai     | Juin    | Juillet | Août    | Septembre | Octobre | Novembre | Décembre | Année |
| Niveau (m)    | moyen             | -       | -       | 6,8     | 6,6     | 7,2     | 7,8     | 7,5     | 6,9     | 6,7       | 6,8     | 6,8      | 6,6      | -     |
|               | maximum           | -       | -       | 8.0     | 7,0     | 7,8     | 8.6     | 7,9     | 8,4     | 7,6       | 8,9     | 8,7      | 7,4      | 8,9   |
|               | minimum           | -       | -       | 6,4     | 6,4     | 6,8     | 7,4     | 7,2     | 6,7     | 6,3       | 6,3     | 6,4      | 6,3      | -     |
| Débit (m³/s)  | moyen quotidien   | 34,4    | 103,0   | 85,8    | 60,2    | 153,0   | 315,0   | 225,0   | 121,0   | 79,9      | 110,0   | 97,4     | 39,6     | 161   |
|               | maximum quotidien | 97,9    | 587,0   | 374,0   | 116,0   | 301,0   | 575,0   | 328,0   | 510,0   | 258,0     | 777,0   | 650,0    | 127,0    |       |
|               | minimum quotidien | 9,64    | 10,50   | 31,70   | 28,20   | 82,50   | 197,00  | 155,00  | 67,30   | 22,70     | 20,50   | 21,10    | 21,90    |       |
|               | total mensuel     | 1 060   | 2 890   | 2 660   | 1 810   | 4 750   | 9 460   | 6 980   | 3 750   | 2 400     | 3 430   | 2 920    | 1 230    |       |
| Volume (dam³) | total mensuel     | 92 000  | 249 000 | 230 000 | 156 000 | 411 000 | 817 000 | 603 000 | 324 000 | 207 000   | 296 000 | 253 000  | 106 000  |       |

### Risques naturels

#### Inondations
Depuis le début des enregistrements des débits de la rivière Kitimat en 1964, une vingtaine de crues ont dépassé des débits instantanés de 1500 m3/s, débits qui peuvent être associés à des inondations. Les inondations les plus importantes sont celles de 1966, 1978, 1992, 2017,
L'inondation de 1966 survient le 27 octobre après deux jours de pluie et de chutes de neige fondante. Une grande partie du quartier de Kildala formant la basse-ville ainsi que le centre-ville sont recouverts par les flots. Dans les années qui suivent les plans de préventions des inondations aboutissent à la mise en place d'enrochements pour stabiliser les berges et de digues pour protéger le quartier de Kildala et le centre-ville. La ville protège aussi ses stations de pompage. Sur la rive droite les industriels, en particulier l'Alcan qui gère l'aluminerie de Kitimat, s'inquiètent depuis les années 1950 du risque d'inondation. L'Alcan dispose dès avant 1964 de son propre limnographe. Elle stabilise les berges de la rivière avec des enrochements et construit des digues afin de sécuriser les pylônes de la ligne à haute tension qui approvisionne son usine.
En 1978, une nouvelle crue associée à une tempête entraine une rupture d'une digue, la route entre Kitimat et Terrace est interrompue. Le gazoduc Pacifc Northern est endommagé laissant sans chauffage de nombreux habitants. Lors des inondations de 2017 des campeurs sont évacués.

#### Glissements de terrain et tsunamis
Le chenal Douglas aux parois abruptes est sujet à des glissements de terrain. Sur le bras de Kitimat, ces évènements sont attestés en 1952, 1968, 1971 et 1974 entraînant des vagues de faibles amplitudes. En 1975, un glissement de terrain survient sur le territoire du district municipal de Kitimat en aval de la ville. Il génère un tsunami important avec une vague atteignant 8,2 m sur la rive opposée à Kitamaat Village. Il se produit après des mortes-eaux, déclenché par des travaux de construction sur des sédiments mal consolidés. Deux glissements s'ensuivent, l'un sur le front immergé du delta de la rivière Kitimat et l'autre sur le flanc ouest du bras de Kitimat pour un volume global estimé à 55 millions de m3.

## Flore & faune

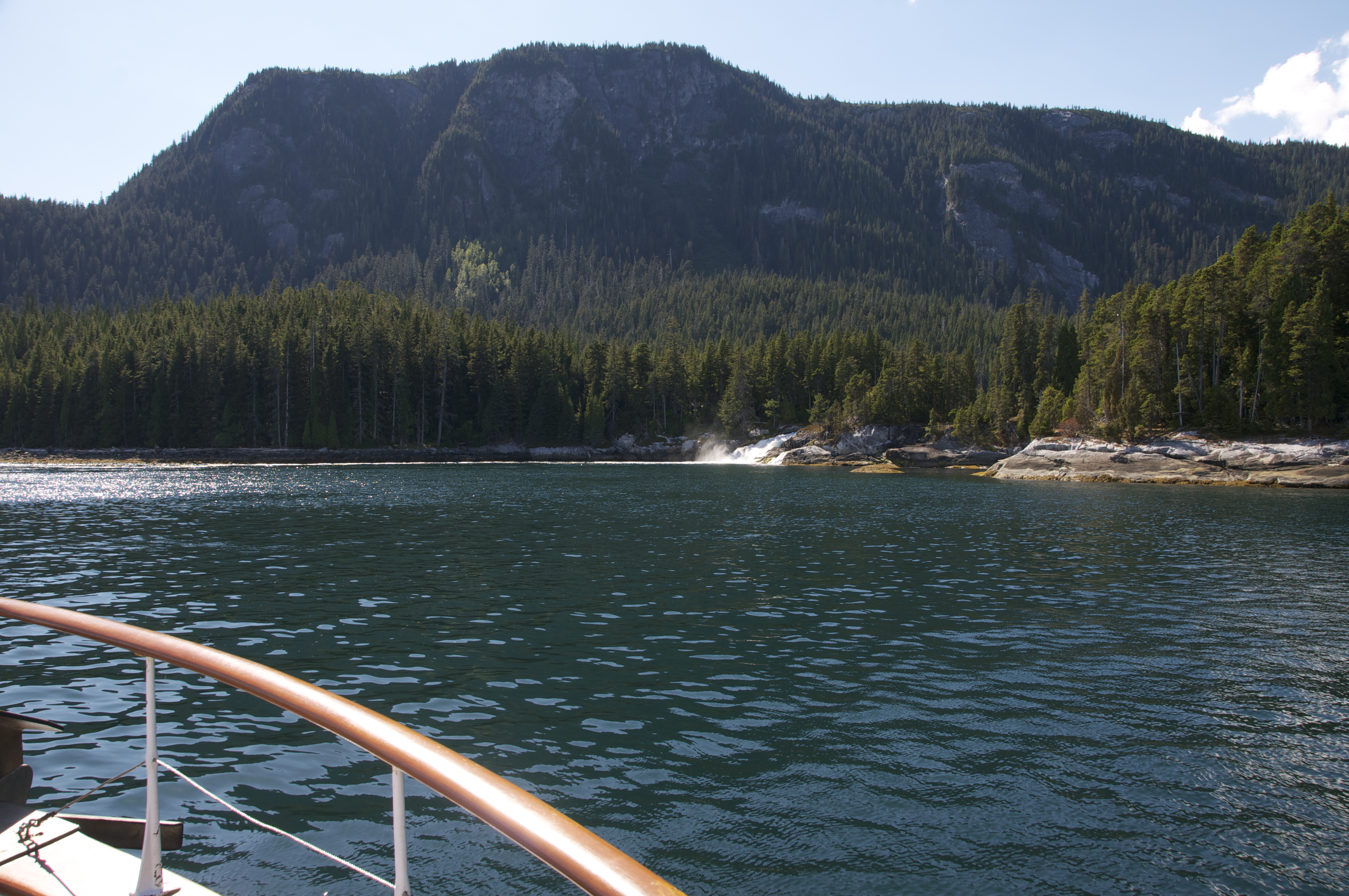
Boisement des rives du chenal Douglas au sud de Kitimat.

La plus grande partie du district municipal de Kitimat est recouvert par une forêt pluviale où dominent les conifères géants sempervirents. Elle se situe dans la zone biogéoclimatique britanno-colombienne côtière à Pruche de l'ouest notée : CWHZ ( Coastal Western Hemlock Zone), sous-zone très pluvieuse et maritime notée vm (very wet, maritime). Trois espèces représentent les trois-quarts des peuplements : la Pruche de l'ouest (Tsuga heterophylla), le Sapin gracieux (Abies amabilis) et le Cèdre rouge de l'ouest (Thuja plicata). Les autres conifères géants sont : le Cyprès de Nootka (Cupressus Nootkatensis), l'Épicéa de Sitka (Picea sitchensis), la Pruche subalpine (Tsuga mertensiana) ,,,. Ces Conifères peuvent atteindre jusqu'à une cinquantaine de mètres tel l'Épicéa Géant avec ses 11,2 m de circonférence et 50,32 m de haut situé sur la plaine alluviale de la rivière Kitimat. On note aussi des feuillus comme les Cornouillers, les Saules, tel le Saule sitka (Salix sitchensis), l'Aulne rouge (Alnus rubra) et un Peuplier (Populus balsamifera). Les sous-bois sont occupés par de nombreux arbrisseaux fournissant des baies comestibles. C'est le cas des Ronces, telles : la Ronce remarquable (Rubus spectabilis) ou la Ronce odorante (Rubus parviflorus) et aussi de certaines Éricacées comme une Airelle (Vaccinum ovalifolium) ou la Gaulthérie shallon (Gaultheria shallon). Mousses et Fougères, telle la Fougère épée (Polystichum munitum), recouvrent les sols. L'envasement de la baie Minette et à l'aplomb du delta de la Skeena entraine la formation de prés salés,.
À l'étage supérieur vers 800 m d'altitude, débute la zone biogéoclimatique à Pruche subalpine notée : MHZ (Mountain Hemlock Zone), sous-zone humide et maritime notée : mm1 (moist, maritime).
La faune comprend de nombreuses espèces emblématiques. Parmi les mammifères terrestres on compte : le Cerf mulet (Odocoileus hemonius), l'Élan (Alces alces), l'Ours noir (Ursus americanus) dont la variété kermode, l'Ours brun ou Grizzly (Ursus arctos), le Loup (Canis lupus). Parmi les oiseaux on peut observer la Pygargue à tête blanche (Haliaeetus leucocephalus), rapace pêcheur. Les eaux douces comptent plusieurs Salmonidés. Les Saumons : Saumon royal (Onchorynchus tshawitscha), Saumon du Pacifique (Onchorynchus keta) et Saumon argenté (Onchorynchus kisutch) remontent à l'automne les rivières, en particulier la Kitimat, pour se reproduire, après leur croissance en mer. Les Truites : la Truite arc-en-ciel (Onchorynchus mykiss) et la Truite fardée (Onchorynchus clarkii) sont plus sédentaires. Les Mammifères marins séjournent périodiquement à la belle saison dans le bras de Kitimat. Les Orques (Orcinus orca) apparaissent en juin, pourchassant les Saumons dans leur migration. Les Baleines à bosse (Megaptera novaeangliae) viennent en août pêcher le Hareng ou encore le krill,.

## Administration

### Municipalité et circonscriptions législatives
La ville de Kitimat a depuis sa fondation en 1953 le statut de municipalité de district. Elle est gérée par un conseil municipal comprenant 7 membres: le maire et 6 conseillers. Kitimat est membre du district régional de Kitimat-Stikine. La municipalité de Kitimat y nomme l'un des 12 directeurs. Celui-ci y dispose de 5 voix pour les votes à majorité pondérée.
| 1960-1970      |  | 1974-1976     |  | 1984-1988   | 1988-2008      | 2008-2014       | 2014-2026,     |
| -------------- |  | ------------- |  | ----------- | -------------- | --------------- | -------------- |
| Samuel Lindsay |  | Paul Monaghan |  | Ramon Brady | Richard Wozney | Joanne Monaghan | Philip Germuth |

La ville appartient à la circonscription législative provinciale de Skeena et à la circonscription législative fédérale de Skeena-Bulkley Valley,.

### Justice et sécurité
Le tribunal provincial (Provincial Court) de Kitimat est desservi en itinérance depuis Terrace, cette dernière dispose aussi d'un tribunal supérieur (Supreme Court),. La gendarmerie royale du Canada possède un détachement à Kitimat. Celui-ci dessert une vaste région au sud du district régional de Kitimat-Stikine constituée essentiellement par les bassins versants du chenal Douglas. Son ressort comprend les localités de Kitamaat Village et Kémano. 
La municipalité dispose d'un service de lutte contre les incendies qui comprend 29 pompiers professionnels. Ce service dispose de trois camions pompiers avec citernes de capacités respectives de : 1500, 2800 et 3000 litres ; le premier disposant d'une échelle télescopique. S'y rajoute un véhicule pompier tout terrain avec une citerne de 750 litres. Le service gère aussi un service d'ambulance.

### Éducation
Les écoles publiques de Kitimat dépendent du district scolaire anglophone 82 de Coast Mountains. Celui-ci gère les écoles primaires de Nechako (niveaux M à 6) et Kildala (niveaux M à 6). L'enseignement secondaire est délivré par l'école Mount Elizabeth (niveaux 7 à 12) qui dispose d'un programme d'immersion en langue française ainsi que par l'école en alternance Kitimat City High. L'enseignement privé primaire et secondaire est représenté par l'école catholique St. Anthony (niveaux M à 9). L'école la plus proche gérée par le conseil scolaire francophone se situe à Terrace (école Jack Cook, niveau M à 7). Au niveau post-secondaire le Kitimat Valley Institute propose des formations techniques. Les offres de formations post-secondaires diversifiées les plus proches sont à Terrace au collège Coast Mountain et à Prince-George à  l'université de Northern British Columbia (UNBC),,.

## Économie
En 2016, l'industrie est le principal secteur économique avec 20% des emplois. La construction emploie 16,5% de la main d'œuvre. Ainsi le secteur secondaire représente 36,5% des emplois. Le principal acteur industriel est l'aluminerie Rio Tinto (ex-Alcan). Kitimat a connu deux autres acteurs industriels important par le passé. Le premier est le papetier Eurocan Pulp & Paper, dont l'usine fonctionne entre 1970 et 2010 et qui emploie lors de sa fermeture 535 personnes. Le deuxième est le chimiste Methanex (ex-Ocelot Industries) qui produit du méthanol à partir de 1982 puis de l'ammoniac à partir de 1987. L'usine qui emploie alors 130 personnes ferme en 2006.
En août 2006, Alcan publie son projet de reconstruction de la fonderie d'aluminium pour 1,8 milliard de dollars. En 2009, débutent les travaux, avec démantèlement partiel de l'ancienne usine afin de laisser place aux nouvelles installations. En 2015, la nouvelle usine est finalisée et elle atteint sa capacité de production maximale dès l'année suivante. Le coût total des travaux atteint finalement 6 milliards de dollars et permet d'améliorer la rentabilité, d'augmenter la production annuelle de 245 000 tonnes à environ 420 000 tonnes, tout en maîtrisant les impacts environnementaux. L'aluminium est désormais produit selon la technologie AP40 développée par la société française Péchiney. Ce procédé permet de réduire à production égale : de 30% la consommation d'énergie, de 36% les émissions de CO2, de 80% les émissions de particules, de 98% les émanations d'hydrocarbures aromatiques polycycliques. On observe de plus une diminution importante des rejets de fluorures, cependant le procédé ne modifie pas les dégagements de SO2 qui augmentent en proportion de la production,,,.
Depuis 2018, la société LNG Canada construit une usine de liquéfaction du gaz naturel et un terminal gazier sur 400 ha du port de Kitimat. L'achèvement est prévu en 2025. La mise en production de la première tranche doit permettre l'exportation de 14 millions de tonnes de gaz, correspondant au chargement d'un navire gazier tous les deux jours. Une seconde tranche, envisagée, doit permettre le doublement de la production et des cadences de chargement. La production est destinée au marché asiatique. Le consortium LNG Canada à l'origine du projet regroupe la compagnie anglo-néerlandaise Shell avec plusieurs sociétés asiatiques : Petronas (malaisienne), PetroChina (chinoise), Mitsubishi (japonaise) et KOGAS (coréenne). En activité, l'usine emploiera environ 300 personnes. L'alimentation de l'usine en gaz se fera grâce au gazoduc Coastal Gas Link qui connecte les champs de gaz de schiste de Dawson Creek du nord-ouest de la Colombie-Britannique au port de Kitimat. L'achèvement du gazoduc est prévu fin 2023.

## Démographie
La ville de Kitimat, après avoir connu un essor démographique important après sa fondation au début des années 1950, a atteint dans les années 1970-1980 une population avoisinant les 13 000 habitants,. Elle a connu depuis un repli démographique important avec une population en 2016 s'établissant à un peu plus de 8 000 habitants. 12% de la population est considérée comme d'origine autochtone et 78% comme d'origine européenne.
| 1991   | 1996   | 2001   | 2006  | 2011  | 2016  | 2021  |
| ------ | ------ | ------ | ----- | ----- | ----- | ----- |
| 11 305 | 11 136 | 10 285 | 8 987 | 8 335 | 8 131 | 8 236 |

## Personnalités

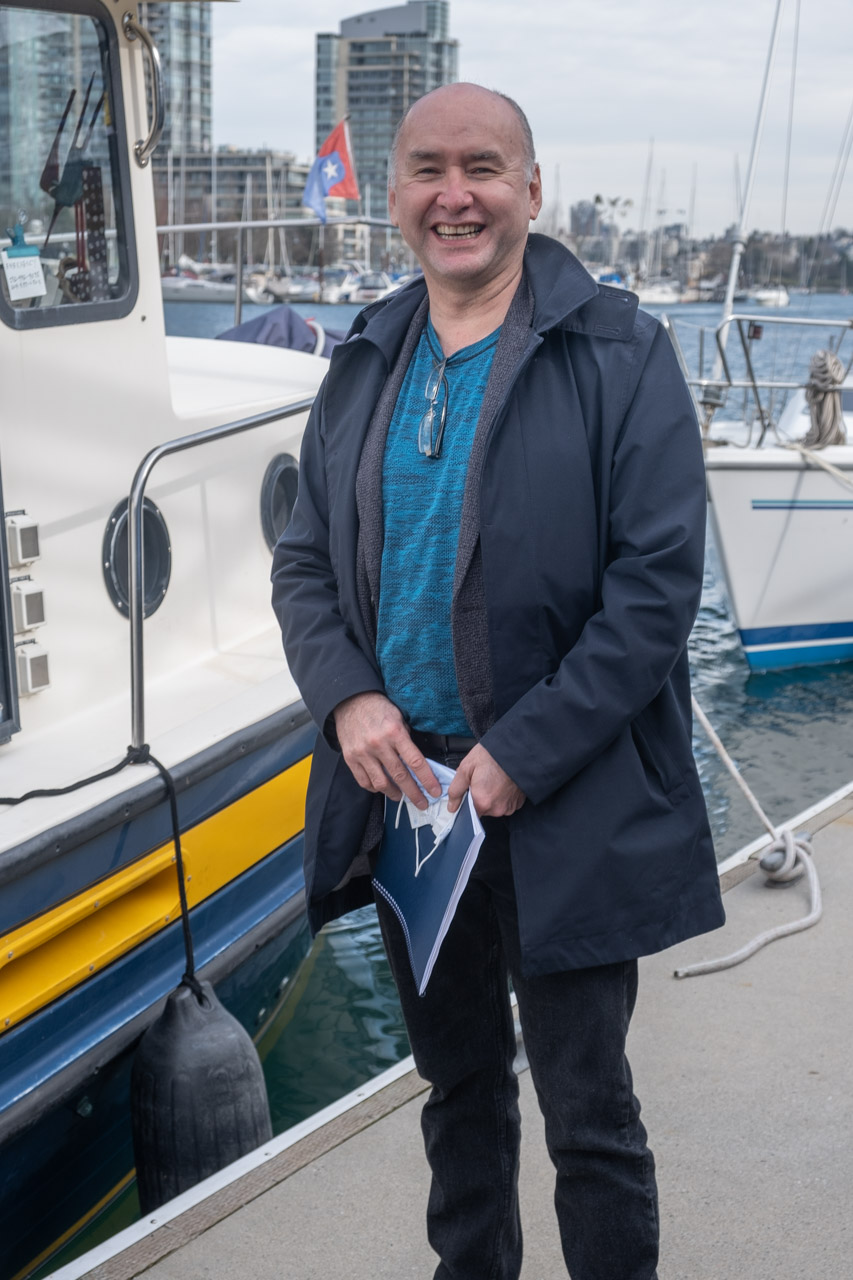
Ellis Ross, député provincial de la circonscription de Sheena depuis 2017.

Kitimat est le lieu de naissance de plusieurs sportifs reconnu notamment dans les sports sur glace. Elle aussi vu naître quelques personnalités politiques ou du monde des arts.
- Bill Leeb, (1966- ), musicien électronique, a vécu à Kitimat;
- Jamie MacDonald, (1994- ), patineuse de vitesse sur glace, née à Kitimat;
- Zhao Kai Pang, (1995- ), danceur sur glace, né à Kitimat;
- Rod Pelley, (1984- ), hockeyeur sur glace, né à Kitimat;
- Barry Penner, (1966- ), homme politique actif entre 1996 et 2012, né à Kitimat;
- Alison Redford, (1965- ), femme politique canadienne, née à Kitimat, ex-première ministre de l'Alberta;
- Eden Robinson, (1968- ), écrivaine autochtone, née à Kitimat;
- Ellis Ross, homme politique, est né et a grandi à Kitimat;
- Jeff Staples, (1975- ), hockeyeur sur glace, né à Kitimat;
- Benjamin Thorne, (1993- ), athlète (marcheur), né à Kitimat.